# Il fuoco (Barbusse)
Il fuoco (titolo originale Le Feu. Journal d'une escouade) è un romanzo di guerra dello scrittore francese Henri Barbusse, nel quale egli narra la propria esperienza come soldato nell'Armée française sul Fronte Occidentale durante la Prima guerra mondiale. Arruolatosi volontario a 41 anni (e con problemi polmonari), egli servì dapprima come soldato e poi come barelliere, per 17 mesi. 
Scritto in pochi mesi, in maggioranza durante i periodi di convalescenza passati in ospedale a curare le ferite, Barbusse vi rielaborò in forma narrativa il journal, le annotazioni personali tenute al fronte, l'allucinante esperienza della vita in trincea, degli attacchi in prima linea, delle tantissime morti di uomini, dell'angoscia provata e dei tormenti quotidiani, dalle condizioni estreme di vivere ammassati. Il testo fu pubblicato dapprima a puntate sul quotidiano L'Oeuvre, a partire dal 3 agosto 1916, in pieno svolgimento del conflitto, e integralmente alla fine del novembre 1916, per l'editore Flammarion. Di carattere antimilitarista e pacifista, ottenne fin da subito un notevole successo, vincendo quell'anno il premio Goncourt. Tra gli estimatori dell'opera, vanno annoverati André Gide, Anatole France e Romain Rolland.

## Trama
Il romanzo è suddiviso in capitoli che descrivono momenti e luoghi vissuti dall'autore durante il suo periodo al fronte, inquadrato nel 231º Reggimento fanteria, tra il 1914 e il dicembre 1915, data in cui termina la narrazione. La prima parte del romanzo è concentrata sulla descrizione della vita in trincea con i suoi quotidiani disagi fisici e mentali, con i faticosi e costanti spostamenti tra un settore e l'altro del fronte, con le corvée obbligate e con le marce forzate attraverso un territorio sconvolto e distrutto dalla guerra. Ma soprattutto l'autore attua una descrizione profonda e umana dei suoi compagni. Barbusse descrive con schiettezza i sentimenti dei soldati, i loro dubbi, le loro paure e i drammi quotidiani della vita in trincea, descrivendo con un linguaggio spontaneo i tratti e le personalità, spesso semplici, dei suoi compagni di trincea. Molti di questi non erano altro che contadini e operai sradicati dalla loro vita civile e catapultati in una realtà che non gli appartiene e che non comprendono, ma per la quale rischiano continuamente la propria vita. 
La narrazione utilizza spesso anche i termini volgari utilizzati dai soldati, i quali trovano distrazione dalla squallida realtà che li circonda con continue e futili lamentele e imprecazioni (a volte riportate tali e quali nel testo, decisione che comportò alcuni problemi durante la pubblicazione del libro) contro la guerra, contro gli ufficiali e contro gli "imboscati". Spesso però si capisce che queste lamentele sono solo una sorta di rifugio mentale che gli uomini utilizzano per dimenticare per qualche istante la loro situazione, resa spesso ancor più triste dai ricordi che ognuno ha della propria vita civile, della propria casa e dei propri affetti che sono stati costretti ad abbandonare, forse per sempre.
Il focus del racconto cambia repentinamente durante il capitolo "Bombardamento", da questo momento il romanzo si concentra sulla descrizione cruenta di alcune azioni di combattimento che decimeranno la compagnia. Descrizione che nell'ultimo capitolo del libro sfocia in un atto di accusa contro la guerra, dove gli uomini, colpiti dall'ennesimo bombardamento, iniziano a prendere coscienza della loro misera condizione di combattenti coperti di fango e sepolti nella melma, lontani dall'ideale napoleonico del soldato eroe, e che sono in realtà dei miseri schiavi al servizio di una classe politica ed economica che utilizza la sofferenza di milioni di uomini per perseguire i propri interessi.

## Edizioni italiane
- Il fuoco, traduzione di Giannetto Bisi, Milano, Sonzogno, 1918. - Collana Fiction n.77, Gingko Edizioni, 2017, ISBN 978-88-952-8876-5.
- Il fuoco, traduzione di Adele Maltesi, Collana Libertaria, Milano, KAOS, 2007, ISBN 978-88-795-3174-0. - Collana Narrativa, Roma, Castelvecchi, 2014, ISBN 978-88-682-6341-6; ed. illustrata, Collana Manubri, Roma, Elliot, 2015, ISBN 978-88-619-2878-7.
- Il fuoco. Diario di una squadra, traduzione di Lorenzo Ruggiero, Introduzione di Denis Pernot, Collana Oscar Moderni. Cult, Milano, Mondadori, 2024, ISBN 978-88-047-8390-9.